# 羅賓漢樹
羅賓漢樹（Sycamore Gap Tree以及Robin Hood Tree）是英国諾森伯蘭郡哈德良长城旁的一棵岩槭，已有數百年的树龄。这棵树出现在1991年凯文·科斯特纳的电影罗宾汉：盗贼王子中，因此它被稱為罗宾汉树。它還出现在布莱恩·亚当斯的音乐录影带《一切皆為你》中。这棵树赢得了2016年英格兰年度最佳树木奖。
2023年9月28日凌晨，羅賓漢樹遭人故意砍伐。